# Будугень
Будугень (д/н — 233) — 5-й володар держави сяньбі у 210—233 роках.

## Життєпис
Онук Тяньшихуая, ім'я батька невідоме. Підтримував брата Куйтоу, післясмерті якого став володарем держави сяньбі. Зробив молодшим правителем брата Фулуоханя. Намагався використати розпад єдиного Китаю, здійснюючи грабіжницькі напади. Втім до 220 року визнав зверхність вейського імператора Цао Пі. Натомість отримав титул вана. Також впроваджувалася посада чжун лянцзяна (протектора) над сяньбі.
В наступні роки вів постійні війни з Кебіненом, правителем центральних сяньбі. Проте поступово його підлеглі внаслідок військових невдач переходили на бік супротивника Будугеня. 218 року загинув брат Фулуохань, більшість волоіднь якого захопив Кебінен. Останній з 10 тис. вояків відкочував до командирств Тайюань і Яньмень. 224 року відвідав імператорський двір, де отримав щедрі подарунки.
У 226 році зі сходженням на трон імператора Цао Жуя вирішив здобути самостійність. Для цього спробував укласти союз з Кебіненом, але під час зустрічі був підступно вбитий останнім. Небіж Будугеня — Сєгуїні — втік до вейського імператора, де отримав посади й титули.